# Gonzalo Lloret Marín
Gonzalo Lloret Marín (Sevilla, 9 de enero de 1978) es un escritor español y profesor de educación secundaria. Pese a empezar con éxito la carrera de Ingeniería Industrial, de tradición familiar, decide abandonarla para dedicarse a su verdadera vocación, las letras. Así, comienza a escribir, mientras estudia Filología Hispánica en la Universidad de Sevilla.

## Biografía
En 2001, publica su primera obra, Cacotenia: En tres actos, ganadora del VII Certamen Literario Universidad de Sevilla. A este reconocimiento seguirán otros como el accésit del premio de Teatro Miguel Romero Esteo de 2003, obtenido por el drama Hasta que la muerte: degeneración en nueve escenas.
Ejerce de lector de español en la Universidad de Míchigan, en el Departamento de Literatura y Lenguas Romances entre 2005 y 2007. De vuelta a España, realiza estudios de máster de Comunicación Corporativa en la Universidad CEU San Pablo de Sevilla.
En 2010, aprueba las oposiciones como profesor de educación secundaria y desde entonces trabaja en distintos centros escolares de la comunidad andaluza.

## Obras litetarias
- Cacotenia: En tres actos, 2001.
- Hasta que la muerte: degeneración en nueve escenas, 2003.

- Datos: Q5883032

.